# Халаца
Халаца (груз. ხალაწა, осет. Халацъа или Халасхох — «иней-гора») — гора Главного Кавказского хребта. Расположена в Кударском ущелье на границе Северной Осетии-Алании и Южной Осетии. Высота — 3938 м.
С востока массив горы Халаца ограничивает перевал Дзедо (абсолютная высота 2994 м), с запада — перевал Кударский (3140 м). Северный склон, обращённый в сторону Северной Осетии, представляет собой скалистые обрывы крутизной от 60° до 80°. Южный склон, обращённый к Южной Осетии, имеет среднюю крутизну 30°. Ледники и каменные глетчеры северного склона, расположенные в карах и под скалами, питают водой ручьи Хицанштандон, Дзуарикомдон, Кайтикомдон, Халацадон, впадающие в реку Мамисондон, а также ручей Зругдон, впадающий в реку Нардон. Обе эти реки относятся к бассейну Ардон-Терек. Ледники южного склона питают водой ручьи, впадающие в верховья рек Джоджора и Цитидон, относящихся к бассейну Риони.
Геологически гора Халаца расположена в районе четырёхкомпонентного терригенно-карбонатного флиша. Представлены в основном осадочные горные породы — песчаники, мергели, известняки, алевролиты, а также аргиллиты. В районе горы имеются проявления горного хрусталя.
Первое зарегистрированное восхождение совершил 25 августа 1891 года А. В. Пастухов в сопровождении девяти казаков Сунженско-Владикавказского полка. Он же составил первую карту горы Халаца.